# Edmund Muskie
Edmund Sixtus Muskie (Rumford, Maine; 28 de marzo de 1914-Washington D. C., 26 de marzo de 1996) fue un político estadounidense. Miembro del Partido Demócrata. Fue Gobernador de Maine (1955-1959), Senador por Maine (1959-1980), y Secretario de Estado de Estados Unidos (1980-1981).

## Primeros años
Nació en Rumford, Maine. Hijo de inmigrantes polacos. El verdadero apellido de la familia era Marciszewski y lo cambiaron a Muskie porque resultaba impronunciable para los estadounidenses. Tuvo que trabajar como empleado de un hotel en Kennebunk, Maine, para pagarse sus estudios. Se graduó en Derecho por la Cornell University en 1939, y se alistó en las Fuerzas Armadas para servir en la Segunda Guerra Mundial. Llegó al grado de Teniente.

## Gobernador de Maine (1955-1959)
Terminada la guerra, regresó a Maine y abrió un despacho de abogado en Waterville. Se afilió al Partido Demócrata local, siendo elegido en tres ocasiones para la Asamblea Estatal, y contribuyó a su expansión en un estado que hasta entonces era tradicionalmente republicano. Maine era famoso por haber sido uno de los dos únicos estados que el republicano Alf Landon había ganado a Franklin Roosevelt en las presidenciales de 1936.
En 1954, Edmund Muskie se convirtió en el primer demócrata en 20 años en ser elegido Gobernador de Maine, y el segundo en todo el siglo. Su mandato le reportó altos niveles de popularidad en el estado. Promovió el desarrollo económico con políticas fiscales conservadoras y colaboró con la Asamblea Estatal, dominada por los republicanos, muchos de los cuales se harían llamar "Muskie Republicans".

## Senador por Maine (1959-1980)
Su popularidad como Gobernador contribuyó a que nuevos demócratas fuesen elegidos para cargos públicos en el estado. En 1958 volvió a hacer historia al convertirse en el primer demócrata que era elegido al Senado federal por Maine en más de 100 años. Sería reelegio en otras tres ocasiones, en 1964, 1970 y 1976.
En el Senado pronto adquirió fama de ser un experto en redactar legislación. Su inclinación a modificar las propuestas legislativas para lograr el apoyo bipartidista, algo que había aprendido en sus años como Gobernador de Maine, hizo de Muskie uno de los más efectivos y respetados miembros del Senado.
Fue presidente del Comité de Presupuesto del Senado y del Subcomité de Vivienda. Fue responsable de gran parte de la legislación sobre asuntos urbanos aprobado en la década de los 60, incluida la creación del Departamento de Vivienda en 1965 y el 'Acta de Ciudades Modelo' de 1966. También apoyó el incremento de los beneficios de la Seguridad Social, el mantenimiento de las ayudas al Departamento de Educación, y la legislación de derechos civiles.
El Senador Muskie fue un ardiente defensor del medioambiente, algo reflejado en diez proyectos legislativos que patrocinó entre 1963 y 1976. Entre ellos el 'Water Quality Act' de 1965, el 'Air Quality Act' de 1967, y el 'National Air Quality Act' de 1970. También tuvo un papel clave en la creación de la Agencia de Protección Medioambiental en 1970. Los logros legislativos de Muskie también incluyen el 'Securities Investor Protection Act' de 1970, y el 'Truth-in-Government Act' de 1972, que autorizaba la creación de una junta independiente encargada de hacer accesibles al público aquellos documentos gubernamentales que no comprometieran la seguridad nacional.
En 1973, el caucus demócrata le encomendó la misión de reclutar votos en el Senado para la aprobación del 'War Powers Act' que superó el veto del Presidente Richard Nixon. Esta ley definiría las bases de la autoridad del Presidente y del Congreso a la hora de tomar decisiones sobre la guerra. Muskie había apoyado la Guerra de Vietnam en sus inicios, pero para finales de los años 60 ya era uno de sus mayores críticos en el Senado.
En 1968 Muskie fue candidato del Partido Demócrata a la Vicepresidencia de EE. UU., acompañando en el ticket al candidato presidencial Hubert Humphrey. En noviembre de ese año, el ticket Humphrey-Muskie fue derrotado por la candidatura republicana Nixon-Agnew en una apretada elección.

## Candidato a la Presidencia de Estados Unidos en 1972

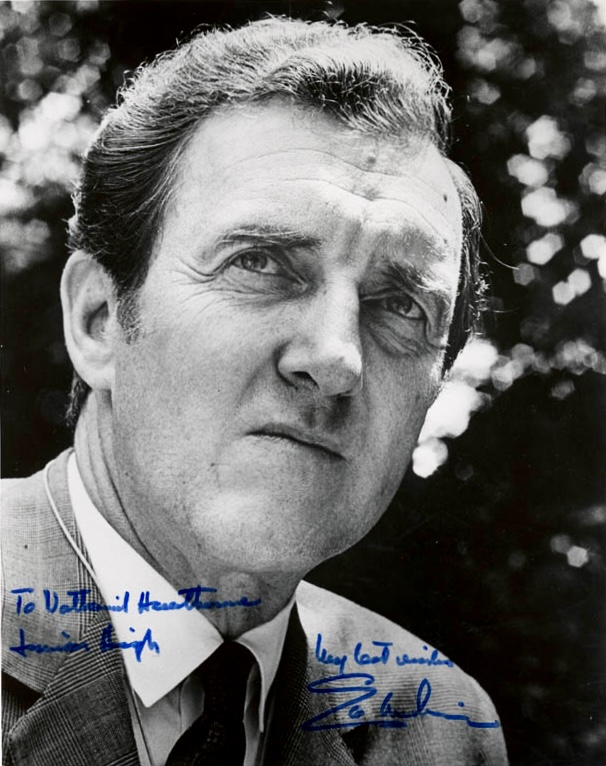
Edmund Muskie

El 4 de enero de 1972, el senador Edmund Muskie anunció oficialmente su candidatura a la Presidencia de EE. UU. para las elecciones de ese año. Se presentaba como el gran favorito para hacerse con la nominación del Partido Demócrata. Su origen polaco le hacía popular entre los diferentes grupos étnicos que cobraban protagonismo en el proceso de nominación. También era popular en los populosos estados del Noreste como Nueva York, Pensilvania, Ohio o Massachusetts, ricos en votos. Además, su desempeño como candidato a la Vicepresidencia en 1968 había conseguido buenas críticas y le había otorgado relevancia nacional.
Muskie venció en el Caucus de Iowa tal y como se esperaba. Pero la gran sorpresa la dio el senador George McGovern, de Dakota del Sur, logrando un resultado mejor de lo esperado, que le sirvió para atraer la atención de los medios y de nuevos votantes con su mensaje populista del ala izquierda. Muskie volvió a ganar en la primaria de Nuevo Hampshire, pero su victoria fue más corta de lo esperado y se confirmó la tendencia ascendente de McGovern.
El pobre desempeño de Muskie en la primaria de Nuevo Hampshire también se debió a una dura campaña mediática que hizo colapsar su candidatura. El Manchester Union-Leader, uno de los periódicos de mayor tirada del estado, publicó informaciones que acusaban a su esposa, Jane Muskie, de ser alcohólica. Muskie, enfadado, convocó una rueda de prensa delante de la sede del periódico, e hizo una emotiva defensa de su esposa. La prensa publicó que el senador había perdido su temperamento y había llorado, lo que llevó a cuestionar el carácter y la estabilidad emocional del candidato. Esto fue fatal para su candidatura, ya que una de las virtudes de Muskie había sido siempre su imagen de hombre calmado y razonable. Muchos vieron detrás de estas maniobras la mano del Presidente Richard Nixon, quien prefería enfrentarse a McGovern en la elección presidencial.
A partir de ese momento, la campaña de Muskie empezó a perder fuelle en favor del izquierdista George McGovern que consiguió atraer el descontento de las bases demócratas con la Guerra de Vietnam, y derrotó a Muskie en importantes primarias como las de Massachusetts o Wisconsin. Por su parte, el Gobernador George Wallace, de Alabama, venció cómodamente en la primaria de Florida. Edmund Muskie anunció su retirada de la carrera en abril de 1972, dejando esta en un mano a mano entre McGovern y Wallace. Finalmente McGovern se hizo con la nominación, pero fue aplastantemente derrotado por Nixon en las elecciones de noviembre, pues venció en sólo uno de los 50 estados del país: Massachussetts, además del distrito de Columbia.

## Secretario de Estado de Estados Unidos (1980-1981)
En mayo de 1980, el Presidente Jimmy Carter nombró Secretario de Estado a Edmund Muskie, en sustitución del dimitido Cyrus Vance. Vance había dimitido por su oposición a la operación militar de intento de rescate de los rehenes estadounidenses secuestrados en la embajada de EE. UU. en Teherán, que terminó con 8 soldados muertos.
Muskie dejó su escaño en el Senado para liderar el Departamento de Estado en un año difícil, en plena debacle de la Administración Carter, y a las puertas de las elecciones de noviembre de 1980. Se dedicó a tratar de lograr la liberación de los 52 rehenes estadounidenses por medios diplomáticos, apelando tanto al gobierno de Irán como a las Naciones Unidas.
Tras la derrota electoral del Presidente Carter y la llegada del republicano Ronald Reagan a la Casa Blanca, Muskie abandonó el Departamento de Estado. El Presidente Carter le otorgó la Medalla Presidencial de la Libertad el 18 de enero de 1981.

## Últimos años
Retirado de la política activa, Muskie volvió a ejercer como abogado. En 1987 fue nombrado miembro de la comisión especial que investigó el escándalo Irán-Contra, también conocida como Comisión Tower.
Edmund Muskie murió en Washington D. C. el 26 de marzo de 1996, a los 81 años. El Presidente Bill Clinton lo describió como "un entregado legislador y servidor público".